# Winesburg (Ohio)
Winesburg es un lugar designado por el censo (en inglés, census-designated place, CDP) situado en el condado de Holmes, Ohio, Estados Unidos. Según el censo de 2020, tiene una población de 340 habitantes.

## Geografía
La localidad está ubicada en las coordenadas 40°37′3″N 81°41′41″O / 40.61750, -81.69472. Según la Oficina del Censo de los Estados Unidos, tiene una superficie total de 1.63 km², de la cual 1.62 km² corresponden a tierra firme y 0.01 km² son agua.

## Demografía
Según el censo de 2020, hay 340 personas residiendo en la localidad. La densidad de población es de 209.88 hab./km². El 98.5% de los habitantes son blancos, el 0.3% es afroamericano, el 0.6% son de otras razas y el 0.6% son de una mezcla de razas. Del total de la población, el 0.6% son hispanos o latinos de cualquier raza.